# Neurhermes bipunctatus
Neurhermes bipunctatus är en insektsart som beskrevs av C.-k. Yang och Ding Yang 1988. Neurhermes bipunctatus ingår i släktet Neurhermes och familjen Corydalidae. Inga underarter finns listade i Catalogue of Life.